# Orlando Ometto
Orlando Chesini Ometto (Piracicaba, 31 de agosto de 1922 - São Paulo, 13 de dezembro de 1988) foi um político e empresário brasileiro. Foi o maior produtor de açúcar e álcool do mundo.

## Biografia
Orlando Chesini Ometto, nascido na cidade de Piracicaba em 31 de agosto de 1922, era filho de Pedro Ometto. Em 1941, trabalhou na Usina Iracema, de propriedade de seu pai.
Em 1944 chegou a Barra Bonita com o intuito de montar uma usina de açúcar. Comprou uma cota da produção de Geraldo Pereira de Barros, irmão do governador Ademar de Barros.

### Usina da Barra
Em 1949 formou junto a seu pai Pedro o Mário Dedini a Usina da Barra Açúcar e Álcool S.A. Em 1966, com a morte do seu pai Pedro, assumiu a presidência da companhia. A usina cresceu, chegando a ser a maior do mundo, e foi a principal empregadora dos municípios de Barra Bonita, Igaraçu do Tietê e Mineiros do Tietê. A partir de uma produção de 40 mil sacas (50 kg cada) em 1946, a usina produziu 6,2 milhões em 1988.
Junto com sua irmã, Isaltina Ometto Silviera Mello, controlava o grupo Pedro Ometto composto, entre outras, das usinas Costa Pinto, Santa Bárbara, e da Barra, que hoje fazem parte do grupo Cosan.

### TAM
Em 1974 tinha um terço do controle acionário da TAM, junto de Rolim Amaro e Sebastião Ferreira Maia.

### Próalcool
Em 1975, Orlando assinou o documento Fotossíntese como Fonte Energética, forma de apoio ao programa Proalcool do presidente Ernesto Geisel e seu ministro de Minas e Energia Shigeaki Ueki.

### Política
Foi vereador de Barra Bonita por dois mandatos. Primeiro de 1 de janeiro de 1948 a 31 de dezembro de 1951. Depois de 1 de janeiro de 1952 a 31 de dezembro de 1955.